# Кривенковская (станция)
Кривенковская — бывшая узловая железнодорожная станция Туапсинского региона Северо-Кавказской железной дороги. Расположена у села Кривенковское, в Туапсинском районе Краснодарского края, на линиях Кривенковская — Энем I и Белореченская — Туапсе-Пассажирская. В 2014 году, в связи с ожидаемым уменьшением объёмов строительства железнодорожных объектов в Альпика-Сервис и в Сочи после их сдачи, было принято решение об объединении Кривенковской ПМС-142 с базой Армавирской ОПМС-27. Вся путевая техника — ПМС и козловые краны, рельсошпальные решётки вывезены. Все дополнительные пути закрыли забором и закрыли входной путь на них воротами. Также класс станции изменен с узловой на грузовую.
На станции ранее осуществлялась продажа пассажирских билетов, приём и выдача багажа. На данный момент только посадка и высадка в пригородные поезда.

## Сообщение по станции
| Пригородное | Пригородное                                      | Пригородное | Пригородное                                      |
| № поезда    | Маршрут движения                                 | № поезда    | Маршрут движения                                 |
| ----------- | ------------------------------------------------ | ----------- | ------------------------------------------------ |
| 6917        | Горячий Ключ — Туапсе-Пассажирская               | 6918        | Туапсе-Пассажирская — Горячий Ключ               |
| 6919        | Горячий Ключ — Туапсе-Пассажирская               | 6920        | Туапсе-Пассажирская — Горячий Ключ               |
| 6928        | Туапсе-Пассажирская — Белореченская              | 6929        | Белореченская — Туапсе-Пассажирская              |
| 6932        | Туапсе-Пассажирская — Белореченская              | 6933        | Белореченская — Туапсе-Пассажирская              |
| 6014/6012   | Имеретинский курорт — Горячий Ключ — Краснодар I | 6015/6013   | Краснодар I — Горячий Ключ — Имеретинский курорт |
| 6047/6048   | Майкоп — Туапсе-Пассажирская                     | 6057/6058   | Туапсе-Пассажирская — Майкоп                     |